# 小野忠史
小野 忠史（おの ただし、1961年〈昭和36年〉7月22日 - ）は、日本の実業家。日本プロサッカーリーグ（Jリーグ）加盟のプロサッカークラブ「ガンバ大阪」（株式会社ガンバ大阪）の前代表取締役社長（第8代）。

## 略歴
大阪府河内長野市の出身で、河内長野市立千代田中学校から1977年（昭和52年）にPL学園高等学校へ進学すると、当時の高校球界を席巻していた硬式野球部に所属した。2年時の1978年（昭和53年）夏に出場した第60回全国高等学校野球選手権大会では、控え野手として1学年先輩の西田真二・木戸克彦などと共にチームの選手権大会初制覇に貢献している。高校卒業後に進学した東洋大学でも、硬式野球部でプレー。4年時だった1983年（昭和58年）には、外野手として東都大学野球春季リーグのベストナインに選ばれた。当時のチームメイトには、翌1984年（昭和59年）に中日ドラゴンズへ入団した仁村徹などがいる。
自身は、1984年4月1日付で松下電器産業（現在のパナソニック）株式会社へ入社すると、同年11月から社内の体育委員会野球部に所属。野球部では、潮崎哲也などと共に都市対抗野球大会へ出場したほか、引退後も1994年（平成6年）限りで退部するまでコーチを務めていた。
1995年（平成7年）2月に松下電子部品（現在のパナソニック エレクトロニックデバイス）株式会社の営業部へ配属されてからは、社業に専念。2010年（平成22年）10月1日からは、社内カンパニーであるオートモーティブシステムズ社の第2営業統括部で統括部長を務めていた。2019年（平成31年）4月1日付で、株式会社ガンバ大阪の取締役副社長に就任。2020年（令和2年）4月14日付で代表取締役社長に就任した。
2025年1月1日付でガンバ大阪代表取締役社長を退任。後任として前湘南ベルマーレ代表取締役社長の水谷尚人が代表取締役社長に就任した。

## 人物
小学校3年時から野球を始めると、PL学園高校・東洋大学・松下電器産業と、全国トップレベルのチームで右投右打の内野手として活躍。中学校3年時の1976年（昭和51年）夏にPL学園高校の硬式野球部が第58回全国高等学校野球選手権大会で準優勝を果たしたことを受けて、実家近くの大阪府富田林市にある同校へ実父の勧めで進学した。PL学園高校の硬式野球部時代には、2年夏の選手権大会で全国制覇を経験したほか、3年時（1979年）春の第51回選抜高等学校野球大会でも小早川毅彦などとのクリーンアップでチームの準決勝進出に貢献している。
東洋大学から初めて松下電器産業へ就職した人物で、社会人野球を引退してからは営業マンとして活躍。電気自動車の黎明期であったオートモーティブシステムズ社の統括部長時代に、自動車メーカーと共同で車載部品を開発したことによって、「300億円規模のビジネスを1600億円規模まで広げた」とされる。本人によれば、「目標の達成に向かって準備や分析を重ねるところは、スポーツも仕事（ビジネス）も一緒」とのことで、PL学園高校の硬式野球部で培った「Never Give Up（ネバーギブアップ）」を合言葉にしているという。
ガンバ大阪は小野の社長就任2年目の2021年（令和3年）にクラブ創設30周年を迎えているが、J1リーグの開幕直後に新型コロナウイルスのクラスター発生でおよそ2週間もの活動休止を余儀なくされたほか、極度の得点力不足でJ2リーグへの降格圏に低迷。シーズン前半の5月14日には、副社長への着任前（2018年シーズンの途中）からトップチームを率いていた宮本恒靖との監督契約を解除した。宮本はガンバで一時代を築いたOBでもあるため、監督契約の解除を通告した際には、今後のチーム状況に応じて監督などのポストでガンバへ復帰させる余地を残すなどの配慮を示している。なお、2021年の残りシーズンは、ガンバOBで強化アカデミー部長（元・監督）の松波正信がトップチームを再び指揮。松波の下でJ2リーグへの降格を免れると、シーズン終了後には、大分トリニータを率いていたOBの片野坂知宏をトップチームの監督としてガンバへ復帰させている（松波もアカデミーダイレクターとしてガンバに残留）。
清水エスパルス選手の西村恭史や大阪府知事の吉村洋文は、河内長野市立千代田中学校の後輩に当たる。ガンバ社長に就任後の2021年7月1日には、大阪府庁舎に吉村を訪問。チャリティーオークションでガンバが集めた金額（183万5,350円）を、医療従事者へ支援すべく「大阪府新型コロナウイルス助け合い基金」へ寄付したことを報告している。